# Poppentheater Guido van Deth
Poppentheater Guido van Deth was een poppentheater in Den Haag, dat bestond van 1946 tot 1996. Het theater werd opgericht door de Nederlandse poppenspeler Guido van Deth (Koekelberg (Brussel), 23 juni 1913 – Den Haag, 5 augustus 1969).

## Geschiedenis

### Guido van Deth
Van Deth gaf reeds op de middelbare school voorstellingen met handpoppen. Tijdens een studiereis door Europa ontmoette hij de Franse marionettenspeler Jacques Chesnais, die zijn leermeester en een vriend van hem werd. Zijn droom was uit te stijgen boven het volkse amateurisme van het poppenspel van destijds en op het een professioneler niveau te brengen. In 1933 startte hij in Den Haag met spelen met handpoppen. De hoofden en de kleding van de poppen maakte hij deels zelf en werden deels ook door vrienden gemaakt. In 1946 richtte hij samen met de schimmenspeler Sam van Vleuten en de poppenspeler Nico Bulthuis het 'Theater der Verenigde Poppenspelers' op aan de Nassau-Dillenburgstraat 8. Hij gaf ook de gelegenheid aan andere poppenspelers om op treden, zoals Feike Boschma, Paul van Vliet sr. en Lucy van Ees. Het was eerst een huiskamertheater, maar het groeide uit tot een echt theater. 

### Samenwerking met Felicia Beck
In 1950 werd hij geassisteerd door de net voor haar eindexamen geslaagde Felicia Beck, met wie hij in 1955 in het huwelijk trad. Samen produceerden zij een compleet repertoire aan verhalen, voor zowel volwassenen als voor kinderen, waarmee zij behalve in het Poppentheater Guido van Deth, ook in diverse plaatsen in Nederland en in het buitenland optraden. Tijdens de buitenlandse trips verzamelden zij vele theaterpoppen uit verschillende culturen en tradities, zoals 18e- en 19e-eeuwse Franse en Italiaanse poppen en wajang-poppen. De opgebouwde verzameling poppen stelden zij tentoon in hun theatermuseum op de eerste verdieping boven het theater. Hun samenwerking duurde tot 1969 toen Guido van Deth overleed.

### Voortzetting door Felicia van Deth
Felicia van Deth zette de theatervoorstellingen in Den Haag, waarvan veel nieuwe en door haarzelf bewerkte, voort tot aan haar pensioen in 1996. Het theatermuseum sloot in 2000. Zij overleed in 2015 ten gevolge van een verkeersongeval in het Zwitserse Chur. De verzameling theaterpoppen belandde eerst in een opslag bij het Theater Instituut Nederland in Amsterdam, en daarna kwam die in beheer bij Bijzondere Collecties UvA.